# 퇴장

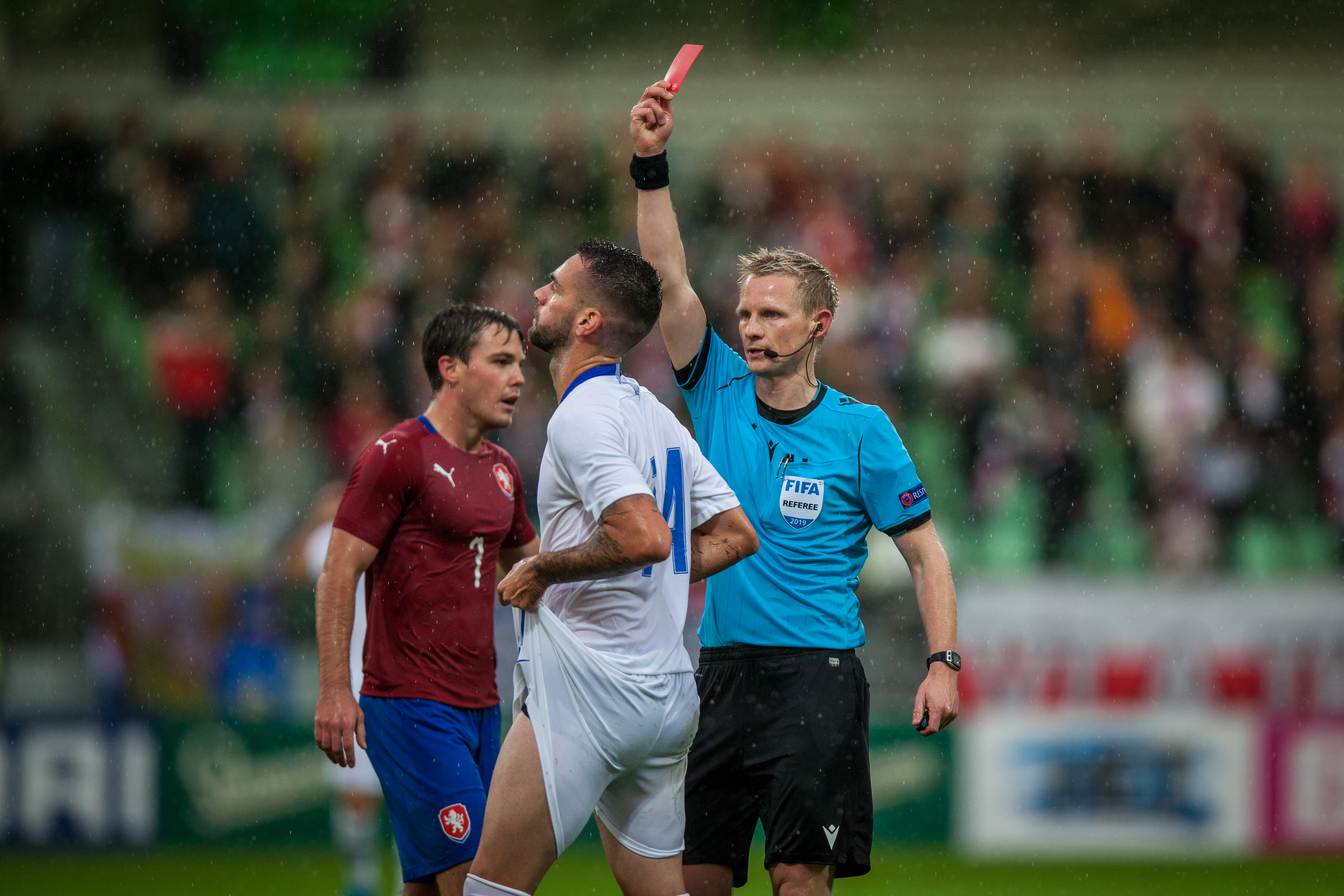

스포츠에서 퇴장은 벌칙의 일환 등으로 선수가 경기장에서 나가는 것을 의미한다.

## 같이 보기
- 페널티 카드
- 보비 콕스